# Баруффальди, Джироламо
Джироламо Баруффальди (1675—1755) — феррарский поэт, литературовед и священник эпохи барокко.

## Биография
Приняв церковный сан около 1700, посвятил себя изучению археологии и истории, преимущественно истории поэзии. Его исследовательские труды включают «Историю Феррары», «Историко-учёный комментарий», «Жизнеописания феррарских художников и скульпторов», «Диссертацию о феррарских поэтах».
Познакомился с Лудовико Антонио Муратори во время спора между Папским государством и Моденским герцогством о правах на Комаккьо. Поддерживал папу, но был обвинен в том, что передал Муратори документы, благоприятные Модени и из-за этого отправился в изгнание в область Венеция. Изгнанию также способствовал ряд его стихотворений, в которых он, помимо всего прочего, обращал внимание на неудовлетворительную ситуацию в Папской области, заработав тем ряд влиятельных противников. Он был выслан в 1711 году, и его обширная коллекция антикварных предметов, рукописей и редких книг была изъята.
Его приютили друзья в Венеции, в 1714 году он был реабилитирован, вернулся в Феррару и получил обратно свои бумаги. Там он продолжал свою работу в течение следующих 15 лет как историк, канонист и поэт. Некоторое время занимал кафедру феррарского университета. С 1729 до своей кончины был архипресвитером Черто, продолжая, тем не менее, заниматься литературной деятельностью.
В 1741 написал поэму в 8 книгах «Чесальщик конопли», где обратил большое внимание на агрономические аспекты культивирования этого растения, которое приобретало всё большую важность для сельского хозяйства региона Ченто и широко применялась для нужд венецианского флота. Известный ренессанный сонет, где Барбара Торелли оплакивает убийство своего мужа феррарца Эрколе Строцци сегодня предполагается литературной мистификацией этого историка феррарской литературы.

## Произведения
- Dissertatio de poetis Ferrariensibus (1698)
- Dell’istoria di Ferrara (1700)
- Commentario istorico-erudito all’iscrizione eretta nel Almo studio di Ferrara l’anno 1704 (1704)
- Rime scelte di poeti ferraresi antichi e moderni (1713)
- Baccanali (1722)
- Giocasta (трагедия, 1725)
- La Diofebe (трагедия, 1727)
- Il concilio de’ pianeti (серенада, 1729; музыка Томмазо Альбинони)
- La via della croce (1732)
- Il poeta (комедия, 1734)
- Grillo (1738)
- Il Canapajo (1741)
- Canzoni anacreontiche (1743)
- L’Ezzelino (трагедия, 1743)